# محوطه ماه میرو
محوطه ماه میرو مربوط به دوران‌های تاریخی پس از اسلام است و در بوشهر، جاده نیروگاه واقع شده و این اثر در تاریخ ۷ مهر ۱۳۸۱ با شمارهٔ ثبت ۶۴۹۹ به‌عنوان یکی از آثار ملی ایران به ثبت رسیده است.